# Паркмен (Вайоминг)
Паркмен (англ. Parkman) — статистически обособленная местность, расположенная в округе Шеридан (штат Вайоминг, США) с населением в 137 человек по статистическим данным переписи 2000 года.

## География
По данным Бюро переписи населения США, статистически обособленная местность Паркмен имеет общую площадь в 28,75 квадратных километров, водных ресурсов в черте населённого пункта не имеется.
Статистически обособленная местность Паркмен расположена на высоте 1312 метров над уровнем моря.

## Демография
По данным переписи населения 2000 года, в Паркмене проживало 137 человек, 39 семей, насчитывалось 52 домашних хозяйства и 55 жилых домов. Средняя плотность населения составляла около 4,8 человек на один квадратный километр. Расовый состав Паркмена по данным переписи распределился следующим образом: 94,89 % белых, 1,46 % — коренных американцев, 0,73 % — представителей смешанных рас, 2,92 % — других народностей. Испаноговорящие составили 2,92 % от всех жителей статистически обособленной местности.
Из 52 домашних хозяйств в 34,6 % — воспитывали детей в возрасте до 18 лет, 61,5 % представляли собой совместно проживающие супружеские пары, в 11,5 % семей женщины проживали без мужей, 25,0 % не имели семей. 21,2 % от общего числа семей на момент переписи жили самостоятельно, при этом 5,8 % составили одинокие пожилые люди в возрасте 65 лет и старше. Средний размер домашнего хозяйства составил 2,63 человек, а средний размер семьи — 2,90 человек.
Население статистически обособленной местности по возрастному диапазону по данным переписи 2000 года распределилось следующим образом: 24,8 % — жители младше 18 лет, 7,3 % — между 18 и 24 годами, 23,4 % — от 25 до 44 лет, 34,3 % — от 45 до 64 лет и 10,2 % — в возрасте 65 лет и старше. Средний возраст жителей составил 42 года. На каждые 100 женщин в Паркмене приходилось 73,4 мужчин, при этом на каждые сто женщин 18 лет и старше приходилось 77,6 мужчин также старше 18 лет.
Средний доход на одно домашнее хозяйство в статистически обособленной местности составил 31 750 долларов США, а средний доход на одну семью — 39 167 долларов. При этом мужчины имели средний доход в 23 750 долларов США в год против 22 917 долларов среднегодового дохода у женщин. Доход на душу населения в статистически обособленной местности составил 14 075 долларов в год. Все семьи Паркмена имели доход, превышающий уровень бедности, 9,4 % от всей численности населения находилось на момент переписи населения за чертой бедности, включая 20,7 % жителей младше 18 лет.